# Leone Leone
Leone Leone (Siracusa, 16 luglio 1888 – Siracusa, 4 luglio 1966) è stato un avvocato e politico italiano.

## Biografia
Avvocato, ufficiale di fanteria di complemento durante la prima guerra mondiale, ottenne due medaglie di bronzo al valor militare. Aderì al fascismo nel 1920, e fu segretario a Siracusa dal 1921 del partito fascista.
Fu eletto deputato alla Camera nell'aprile 1924, nel Listone fascista e restò parlamentare fino al 1929. Dal 1927 al 1928 fu anche podestà di Siracusa.
Fu console generale della Milizia.
Nel 1928 intreprese le carriera prefettizia e fu prefetto di Pola, di Foggia, di Lucca, e di Pavia. Dal 1940 al 1943 fu prefetto di Cagliari. In seguito alle leggi razziali e all’inizio delle deportazioni degli ebrei italiani, egli nascose in casa sua una famiglia ebrea per il tempo necessario ad organizzare la loro fuga all’estero, salvandoli da morte certa. Egli, infatti, era ben consapevole che i nazi-fascisti non avrebbero mai controllato la casa di un esponente del partito. La testimonianza di ciò ci arriva da sua figlia, Nora, che tramandò il ricordo di tale atto di coraggio e giustizia ai suoi nipoti, affinché il suo gesto non venisse dimenticato. 
Dopo l'8 settembre 1943 aderì alla RSI e fu brevemente prefetto di Brescia e poi direttore generale protezione antiaerea del Ministero dell'interno.